# Amphineurus blackballensis
Amphineurus blackballensis là một loài ruồi trong họ Limoniidae. Chúng phân bố ở miền Australasia.